# Naaajak
Naaajak – wspólny album studyjny polsko-niemieckiego rapera Malika Montany oraz polskiego rapera Diho. Wydawnictwo ukazało się 9 grudnia 2016 nakładem wytwórni płytowej GM2L w dystrybucji Empire Music Studio.
Pod względem muzycznym płyta utrzymywana jest w stylu hip-hop. Składa się z wersji standardowej (1 CD).
Na albumie gościnnie wystąpiła piosenkarka Martyna Nocek w utworze „Chcemy więcej”.
Nagrania były promowane 5 singlami, do wszystkich powstały teledyski: „Naaajak”, „Nasza stolica”, „Jojo”, „Róże z betonu”, „Plan A”. 

## Lista utworów
Opracowano na podstawie materiałów źródłowych.
| Naaajak – Wersja standardowa | Naaajak – Wersja standardowa         | Naaajak – Wersja standardowa                 | Naaajak – Wersja standardowa | Naaajak – Wersja standardowa |
| Nr                           | Tytuł utworu                         | Słowa                                        | Muzyka                       | Długość                      |
| ---------------------------- | ------------------------------------ | -------------------------------------------- | ---------------------------- | ---------------------------- |
| 1.                           | „Plan A”                             | Jakub Milewski · Mosa Ghwasi                 | Jacon                        | 3:00                         |
| 2.                           | „Naaajak”                            | Jakub Milewski · Mosa Ghwasi                 | Kesz                         | 3:37                         |
| 3.                           | „Nasza stolica”                      | Jakub Milewski · Mosa Ghwasi                 | Kabanos                      | 3:04                         |
| 4.                           | „Jojo”                               | Jakub Milewski · Mosa Ghwasi                 | OLEK                         | 3:25                         |
| 5.                           | „Miliony kraść”                      | Jakub Milewski · Mosa Ghwasi                 | Teka                         | 3:50                         |
| 6.                           | „Róże z betonu”                      | Jakub Milewski · Mosa Ghwasi                 | OLEK                         | 4:06                         |
| 7.                           | „Chcemy więcej” (oraz Martyna Nocek) | Jakub Milewski · Mosa Ghwasi · Martyna Nocek | Deckster · Kubi Producent    | 2:44                         |
| 8.                           | „Moment”                             | Jakub Milewski · Mosa Ghwasi                 | Anczej                       | 3:03                         |
| 9.                           | „Rose Moët”                          | Jakub Milewski · Mosa Ghwasi                 | Fast Life Sharky             | 3:16                         |
|                              |                                      |                                              |                              | 30:05                        |

## Certyfikaty i sprzedaż

### Single
| Kraj          | Tytuł     | Certyfikat      | Sprzedaż | Data             |
| ------------- | --------- | --------------- | -------- | ---------------- |
| Polska (ZPAV) | „Naaajak” | platynowa płyta | 50 000+  | 25 września 2024 |

## Link zewnętrzny
- Okładka albumu